# Amtsgericht Neuburg an der Donau
Das Amtsgericht Neuburg an der Donau ist eines von 73 Amtsgerichten in Bayern und ein Gericht der ordentlichen Gerichtsbarkeit mit Sitz in der Stadt Neuburg an der Donau.

## Zuständigkeitsbereich und Instanzenzug
Die örtliche Zuständigkeit des Amtsgerichts Neuburg an der Donau beinhaltet den gesamten Landkreis Neuburg-Schrobenhausen. In Insolvenz-, Register- und Zwangsversteigerungssachen ist das Amtsgericht Ingolstadt für den Bezirk des Amtsgerichts Neuburg zuständig. Das Amtsgericht Neuburg a.d. Donau ist seit 1. März 1988 dem damals neu gegründeten Landgericht Ingolstadt untergeordnet. Die weiteren Instanzen sind das Oberlandesgericht München und der Bundesgerichtshof.

## Geschichte

### Stadt- und Landgericht Neuburg an der Donau
Anlässlich der am 1. Juli 1862 in Kraft getretenen vollständigen Trennung von Rechtsprechung und Verwaltung in den rechtsrheinischen Landesteilen des Königreichs Bayern wurde aus dem bisherigen Landgericht Neuburg an der Donau ein nur noch für die Rechtsprechung zuständiges Stadt- und Landgericht. Der Bezirk dieses Gerichts bestand aus der Stadt Neuburg, den Märkten Burgheim und Reichertshofen sowie den Landgemeinden Ambach, Attenfeld, Baar, Ballersdorf, Bergen, Bergheim, Bittenbrunn, Bruck, Dezenacker, Dinkelshausen, Ebenhausen, Ehekirchen, Feldkirchen, Fernmittenhausen, Grasheim, Hagau, Heinrichsheim, Hollenbach, Hütting, Joshofen, Karlshuld, Karlskron, Klingsmoos, Leidling, Lichtenau, Ludwigsmoos, Manching, Moos, Niederstimm, Oberhausen, Oberstimm, Ortlfing, Pichl, Ried, Riedensheim, Rohrenfels, Seiboldsdorf, Sinning, Stepperg, Straß, Unterhausen, Untermaxfeld, Unterstall, Wagenhofen, Weichering, Winden, Zell und Zuchering. Nächsthöhere Instanz war das Bezirksgericht Donauwörth.

### Amtsgericht Neuburg an der Donau
Mit der Einführung des Gerichtsverfassungsgesetzes am 1. Oktober 1879 wurden die bisherigen bayerischen Gerichte aufgehoben. An die Stelle der Appellationsgerichte traten nun die Oberlandesgerichte, an die Stelle der Bezirksgerichte die Landgerichte und an die Stelle der Stadtgerichte, der Landgerichte sowie der Stadt- und Landgerichte die Amtsgerichte. So entstand das Amtsgericht Neuburg an der Donau, dessen Bezirk die vom ehemaligen Landgericht Monheim stammenden Gemeinden Bertoldsheim, Erlbach, Hatzenhofen, Mauern, Rennertshofen, Rohrbach und Trugenhofen und das Gebiet des vorherigen Stadt- und Landgerichts Neuburg an der Donau mit Ausnahme der an das Amtsgericht Ingolstadt abgegebenen Gemeinden Baar, Ebenhausen, Hagau, Manching, Niederstimm, Oberstimm, Pichl, Reichertshofen, Winden und Zuchering umfasste. Die übergeordneten Instanzen waren nun das Landgericht Neuburg an der Donau und das Oberlandesgericht Augsburg.
Als mit Wirkung vom 1. April 1932 das Landgericht Neuburg an der Donau und das Oberlandesgericht Augsburg aufgelöst wurden, trat das Amtsgericht Neuburg an der Donau in den Landgerichtsbezirk Augsburg und Oberlandesgerichtsbezirk München über.
Durch die Aufhebung des Amtsgerichts Rain am 1. Juli 1932 vergrößerte sich der Neuburger Amtsgerichtsbezirk noch um die Gemeinden Bayerdilling, Bergendorf, Bonsal, Buch, Echsheim, Etting, Feldheim, Gempfing, Haselbach, Heimpersdorf, Holzheim, Illdorf, Kühnhausen, Kunding, Mittelstetten, Münster, Neukirchen, Niederschönenfeld, Oberbaar, Oberpeiching, Pessenburgheim, Rain, Reicherstein, Riedheim, Sallach, Schönesberg, Schorn, Stadel, Staudheim, Thierhaupten, Unterbaar, Unterpeiching, Wächtering, Walda, Wallerdorf, Weidorf, Wengen und Wiesenbach.
Seit Inkrafttreten des Gesetzes über die Organisation der ordentlichen Gerichte im Freistaat Bayern (GerOrgG) am 1. Juli 1973 besteht der Amtsgerichtsbezirk Neuburg an der Donau aus dem Landkreis Neuburg-Schrobenhausen. Dadurch verlor das Amtsgericht Neuburg an der Donau einerseits die Gemeinden
- Bayerdilling, Bergendorf, Etting, Feldheim, Gempfing, Holzheim, Mittelstetten, Münster, Niederschönenfeld, Oberpeiching, Pessenburgheim, Rain, Riedheim, Sallach, Stadel, Staudheim, Unterpeiching, Wächtering und Wallerdorf an das Amtsgericht Nördlingen,
- Heimpersdorf, Neukirchen, Oberbaar, Thierhaupten und Unterbaar an das Amtsgericht Augsburg sowie
- Echsheim, Kühnhausen, Reicherstein, Schorn und Wiesenbach an das Amtsgericht Aichach,

konnte aber andererseits die Gemeinden Adelshausen, Aresing, Berg im Gau, Brunnen, Deimhausen, Diepoltshofen, Edelshausen, Gachenbach, Hohenried, Hörzhausen, Langenmosen, Lauterbach, Malzhausen, Mühlried, Peutenhausen, Pobenhausen, Rettenbach, Sandizell, Sattelberg, Schrobenhausen, Steingriff, Waidhofen, Wangen, Weilach und Weilenbach vom aufgelösten Amtsgericht Schrobenhausen eingliedern.

## Gerichtsgebäude

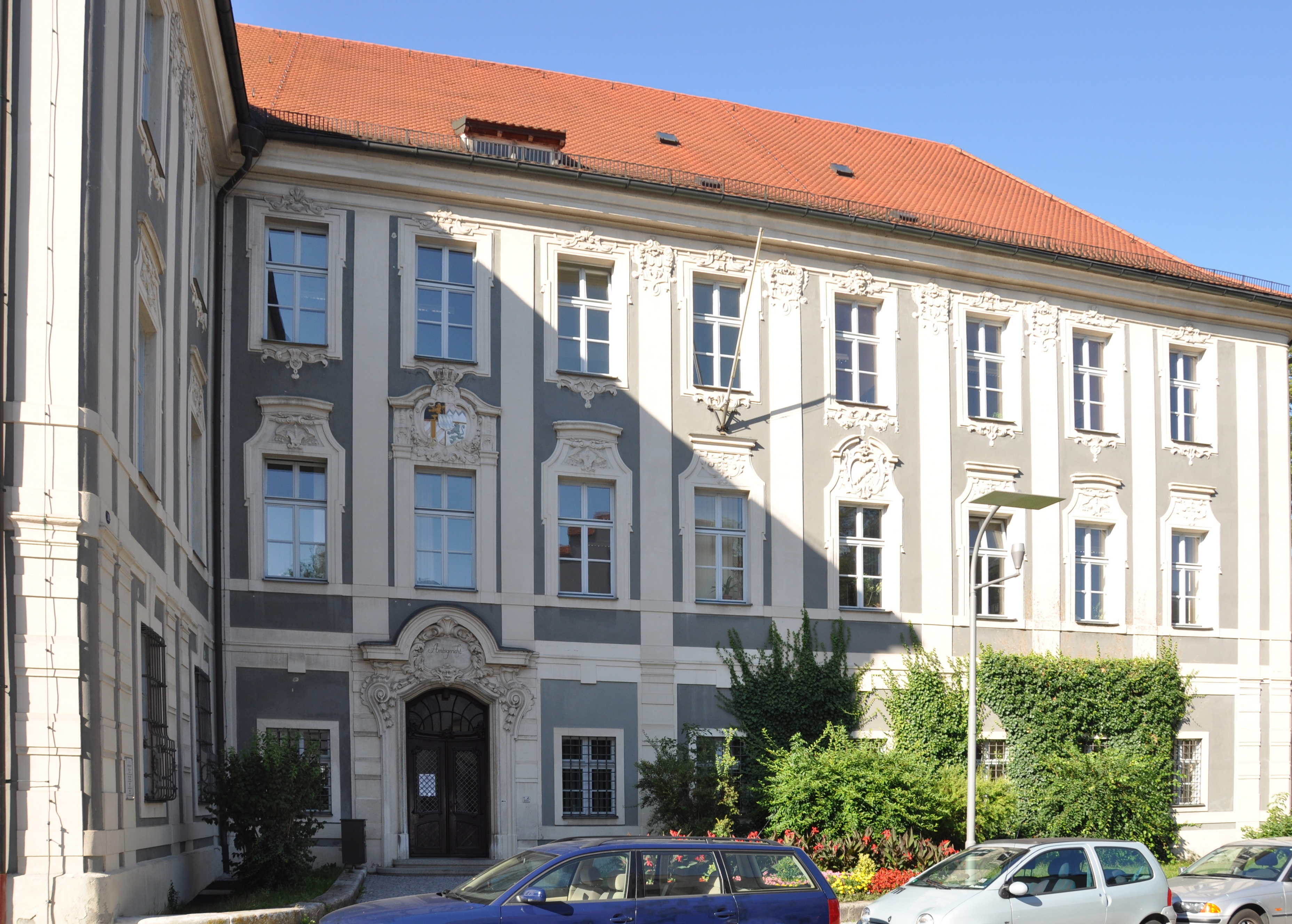
Gerichtsgebäude

Das heutige Gerichtsgebäude befindet sich am Ottheinrichplatz A 1. Der dreigeschossige lisenengegliederte Walmdachbau mit reicher barocker Fassadengestaltung wurde größtenteils in der ersten Hälfte des 18. Jahrhunderts errichtet und steht unter Denkmalschutz.